# ایزووالین
ایزووالین (به انگلیسی: Isovaline) یک ترکیب شیمیایی با شناسه پاب‌کم ۶۹۷۱۲۷۵ است. 